# 车城路街道
车城路街道，是中华人民共和国湖北省十堰市张湾区下辖的一个乡镇级行政单位。

## 行政区划
车城路街道下辖以下地区：
艳湖社区（三岔河村）、镜潭社区（油坊院村）、康乐社区、张湾社区（郝家村）、高家湾社区、人民广场社区、工艺新村社区、公园社区、车城西路社区、东岳古台社区、岩岭社区和谢家村。